# Сирота, Наум Абрамович
Нау́м Абра́мович Сиро́та (24 марта 1900, Витебск — не ранее апрель 1985) — советский партийный деятель. Первый секретарь Керченского горкома ВКП(б) (1940—1945).

## Биография
Родился по документам воинского учёта 24 марта 1900 года в Витебске, по другим данным в 1902 году. Участник Гражданской войны в 1918-1920 годах. Член ВКП(б) с 1919 года. С 1935 года на партийной работе. В марте 1940 – 1942 и 1943–1945 годах 1-й секретарь Керченского горкома ВКП(б).
Участник Великой Отечественной войны. Полковой комиссар. Осенью 1941 года председатель городского комитета обороны. Под его руководством проходила эвакуация через Керченский пролив населения и промышленных предприятий города. В июле 1941 года в Керчи были сформированы 2 бригады народного ополчения, истребительный батальон. В августе началось создание оборонительных сооружений, проводилась эвакуация населения, а с сентября – промышленных предприятий. Со 2-й половины октября начались ежедневные налеты немецкой авиации на город. После большой бомбардировки 27 октября были разрушены порт и железнодорожная станция. В тяжелейших условиях удалось вывезти из города 30 тыс. жителей. К концу октября большую часть промышленного оборудования отправили на Урал и в Сибирь, а на Металлургическом заводе им. Войкова взорвали домны.
В 1942–1943 годах сотрудник аппарата ЦК ВКП(б).
С апреля 1944 года возглавил восстановление города.
С 1945 года заместитель секретаря Крымского обкома ВКП(б). В 1948 году заочно окончил ВПШ при ЦК ВКП(б). На административно-хозяйственной работе: До 1952 года директор винзавода «Новый Свет».
Депутат Симферопольского городского совета.
Скончался по документам награждений не ранее 1985 года.

## Награды
Награждён орденами и медалями.
- Медаль «За оборону Кавказа» 1944
- Медаль «За боевые заслуги» 30.04.1945
- Медаль «За победу над Германией в Великой Отечественной войне 1941–1945 гг.» 1945
- Орден Красной Звезды 29.07.1945
- Орден Отечественной войны II степени 6.04.1985